# Nicolette Hennique
Nicolette Hennique (París, 17 de abril de 1882 - París, 11 de abril 1956) fue una poetisa francesa simbolista.

## Biografía
Marguerite Clarisse Nicolette Hennique, hija del novelista Léon Hennique y de Nicolette-Louise Dupont, nació el 17 de abril de 1882 en la calle de Courcelles, en París. Se casó con Pierre Paul Henri Valentin. Heredó el lugar de nacimiento de Condorcet en Ribemont (casa que se convirtió en el Museo Condorcet).
Hennique fue una de las mujeres poetas antes de la guerra en Francia que siguió y emuló el simbolismo de Stéphane Mallarme, pero actualmente está muy olvidada. El trabajo original de Hennique y mujeres como Lucie Delarue-Mardrus, Anna de Noailles, Renée Vivien, Gérard d'Houville y Marie Dauguet sorprendió a los críticos, quienes también lo vieron tanto como un signo de revolución moral y social como literario.
Fue miembro de la Sociedad para la propagación de libros de arte. Colaboró en varias revistas: L'Ermitage, L'Hémicycle, La Revue blanche, La Revue, Le Gaulois.
En 1995, publicó un libro conmovedor de recuerdos en memoria de su padre.

## Obras
- Des rêves et des choses, La Revue blanche, Paris, 1900.
- Les douze labeurs héroïques, ilustración de doce composiciones dibujadas y grabadas por Gaston Bussière, prefacio de Mme Alphonse Daudet, Ferroud, 1903 en La Revue blanche sobre Gallica.
- Des héros et des dieux, Fasquelle, Paris, 1904.
- Mon père, Léon Hennique. Prefacio de Gabriel Reuillard; éditions du Dauphin 1959.